# Злочевский, Пётр Афанасьевич
Пётр Афана́сьевич Злоче́вский (1907−1987) — советский живописец, педагог, с 1936 художник-постановщик Одесского театра оперы и балета, Член Союза художников СССР, Народный художник Украинской ССР (1964), заслуженный деятель искусств Грузинской ССР (1954), доцент, профессор.

## Биография
Петр Злочевский родился 12 (25) мая 1907 года в Киеве. Детство провел в маленьком городке Звенигородск под Черкассами. Там же в художественной школе К.М. и С.М. Терещенко он получил начальное художественное образование. 
В 1927 году поступил в Киевский художественный институт на театральное отделение, в 1931 году окончил его. Его преподавателями в числе прочих были Фотий Красницкий, профессора Татлин и Елев.
Петр Злочевский 22 года жизни отдал педагогике. Со дня основания художественно — графического факультета при Одесском педагогическом институте им. Ушинского работал там сначала доцентом, а потом профессором (1973).

## Оформительские работы
Первые оформительские работы в театре декорации к спектаклям «Севильский цирюльник» и «Эсмеральда» Злочевский осуществлял вместе со своим товарищем по институту ещё в студенческие годы.
Затем была работа в Киевском и Ворошиловоградском театрах. 
В Одесским театре оперы и балета начал работать в 1932 г. (спектакль «Дон Кихот» в постановке Павла Вирского) и продолжал до конца жизни.
Немало спектаклей было им поставлено и для других сцен, в том числе зарубежных. Его декорациями восхищались театралы Москвы, Киева, Тбилиси, Львова, Вильнюса, Кишинёва, Алма-Аты, Фрунзе, Варны, Тираны и других городов.
К лучшим работам художника можно отнести сценографию таких спектаклей, как «Князь Игорь», «Иван Сусанин», «Царская невеста», «Евгений Онегин», «Лебединое озеро», «Щелкунчик», «Запорожец за Дунаем», «Тарас Бульба», «Аида», «Отелло», «Чио-чио-сан», «Богдан Хмельницкий».

## Награды
- орден Трудового Красного Знамени (24.11.1960)
- орден «Знак Почёта» (30.06.1951)[1]
- Народный художник Украинской ССР (1964)
- Заслуженный деятель искусств Грузинской ССР (1954)